# Henry Vestine
Henry Charles Vestine (25 de diciembre de 1944-20 de octubre de 1997), también conocido como El Girasol, fue un guitarrista estadounidense conocido principalmente como miembro de la banda Canned Heat. Estuvo con el grupo desde sus inicios en 1966 hasta julio de 1969. En años posteriores tocó en bandas locales pero ocasionalmente regresó a Canned Heat para algunas giras y grabaciones.
En 2003 Vestine ocupó el puesto 77 en la lista de la revista Rolling Stone de los "100 mejores guitarristas de todos los tiempos".

## Biografía
Nacido en Takoma Park, Maryland, Vestine era el único hijo de Ernest Harry Vestine y Lois Vestine. Su padre era un destacado geofísico y meteorólogo. El Cráter Vestine de la Luna fue bautizado póstumamente en honor a su padre, que lo descubrió. Henry Vestine se casó con Lisa Lack, con quien se trasladó a Anderson, Carolina del Sur. En 1980 tuvieron un hijo, Jesse. En 1983 se separaron y Vestine se trasladó a Oregón.
El amor de Vestine por la música, y por el blues en particular, se fomentó a una edad temprana, cuando acompañaba a su padre en sus recorridos por los barrios negros en busca de grabaciones antiguas. Al igual que su padre, Henry se convirtió en un ávido coleccionista, llegando a poseer decenas de miles de grabaciones de blues, hillbilly, country y música cajún. A instancias de Henry, su padre también solía llevarle a espectáculos de blues en los que él y Henry solían ser los únicos blancos presentes. Más tarde, Henry contribuyó al "redescubrimiento" de Skip James y otros músicos del Delta.
A mediados de la década de 1950, Henry y su amigo de la infancia de Takoma Park, John Fahey, empezaron a aprender a tocar la guitarra y cantaron una mezcla de música pop, hillbilly y country, especialmente Hank Williams. Poco después de que la familia se mudara a California, Henry Vestine se unió a su primera banda de secundaria Hial King and the Newports. En su primer viaje de ácido con un amigo músico cercano, fue a un salón de tatuajes del este de Los Ángeles y se hizo el primero de los que serían numerosos tatuajes: las palabras "Living The Blues". Más tarde, en 1969, se convirtió en el título de un doble álbum de Canned Heat. A los diecisiete años ya era un habitual del circuito de clubes de Los Ángeles. Se convirtió en una imagen familiar en muchos clubes de negros, a los que solía llevar a sus amigos músicos para que se iniciaran en el blues. Henry se hizo amigo del guitarrista cajún Jerry McGhee. De él aprendió la púa plana y el estilo de tres dedos que se convirtió en una parte importante del estilo de Henry. Fue un temprano fan de Roy Buchanan y
sus guitarristas favoritos eran T-Bone Walker, Johnny "Guitar" Watson, Sonny Sharrock, Freddie King y Albert Collins. En Canned Heat pudo tocar y grabar con John Lee Hooker a quien admiraba desde finales de los años 50.

## La década de 1960
A lo largo de los primeros y mediados de los años 60, Henry tocó en varias configuraciones musicales y finalmente fue contratado por Frank Zappa para los Mothers of Invention originales a finales de octubre de 1965. Vestine estuvo en los Mothers solamente unos meses y se marchó antes de que grabaran su álbum debut.  Las cintas de demostración de las sesiones de ensayo de Mothers of Invention en las que aparece Vestine (grabadas en noviembre de 1965) aparecen en el álbum de Frank Zappa Joe's Corsage; publicado póstumamente en 2004.
Su amigo Fahey sería fundamental en la formación de Canned Heat. Había presentado a Al Wilson, a quien conocía de Boston, a Henry y a Bob y Richard Hite. Wilson, Vestine y los hermanos Hite formaron una jug band que ensayaba en la tienda de discos Jazz Man de Don Brown. Bob Hite y Alan Wilson iniciaron Canned Heat con Kenny Edwards como segundo guitarrista, pero se pidió a Henry que se uniera. La primera aparición notable de la banda fue al año siguiente, cuando tocaron en el Monterey Pop Festival. Poco después de la publicación del primer álbum de Canned Heat, Henry irrumpió en la escena musical como un guitarrista que ampliaba el lenguaje del blues con largos solos que iban más allá de los géneros convencionales. Tenía su propio estilo y un sonido de guitarra agudo característico.
Vestine no pudo tocar en el Woodstock Festival en 1969, ya que había dejado la banda la semana anterior. En 1995, explicó a un periodista australiano que "en aquel momento, era un concierto más. Fue una pena que no estuviera allí, pero simplemente no podía seguir con la banda en ese momento". Había habido cierta tensión entre él y el bajista Larry Taylor. Cuando Taylor dejó Canned Heat, Vestine volvió; su alternancia en la banda se repetiría unas cuantas veces más a lo largo de los años.
Mientras Canned Heat tocaba en Woodstock en agosto de 1969, Henry fue invitado a la ciudad de Nueva York para trabajar en una sesión con el gran jazzista de vanguardia Albert Ayler. Ese trabajo de sesión dio lugar a dos publicaciones en el sello Impulse! Records.
Según el batería de Canned Heat, Adolpho "Fito" de la Parra, Vestine consumía frecuentemente metanfetamina y heroína durante su estancia en la banda. Esto, combinado con el abuso de sustancias de otros miembros de la banda, creó dificultades para el grupo. Durante este período, Vestine también desarrolló un intenso interés por las motocicletas Harley Davidson. Llegó a tener once de ellas. Antes de su muerte, estaba deseando tocar en la celebración del 75.º aniversario de la banda. A lo largo de los años también mantuvo una estrecha relación con los Hells Angels.

## La década de 1970
A lo largo de la década de 1970, Canned Heat se convirtió gradualmente en una ocupación a tiempo parcial, con actuaciones y sesiones de grabación ocasionales. Cuando el matrimonio de Vestine se rompió en 1983, se trasladó a Oregón. Allí vivió en una granja en la zona rural de Summit durante un año y luego en Corvallis, ganándose la vida haciendo trabajos esporádicos y tocando música en rodeos y tabernas en una banda de country con Mike Rosso, un viejo amigo del sur de California que también se había trasladado a Oregón. También tocaba con Ramblin' Rex.
Terry Robb llevó a Vestine a Portland e hicieron algunas grabaciones juntos. Henry comenzó a tocar con la Pete Carnes Blues Band y se dirigió a Eugene, Oregón cuando la banda se disolvió a mediados de los años ochenta. Tocó en la escena regional de clubes con varios grupos de blues y blues-rock, entre ellos James T. and The Tough. De esa banda sacaría a James Thornbury para una reconstituida Canned Heat.
Vestine hizo una gira con Canned Heat por Australia y Europa, donde la banda tuvo una popularidad que superó con creces el reconocimiento que obtuvo en Estados Unidos. Cuando regresó a Eugene, tocó con The Vipers, un grupo de veteranos músicos de blues de Eugene que actúan por todo el noroeste. Siguió grabando, incluyendo sesiones con grupos de Oregón como Skip Jones y The Rent Party Band, Terry Robb y The Vi pers. También grabó el álbum Guitar Gangster con Evan Johns en Austin.

## Fallecimiento
Vestine había terminado una gira europea con Canned Heat cuando murió de un fallo cardíaco y respiratorio en un hotel de París la mañana del 20 de octubre de 1997, justo cuando la banda esperaba el regreso a Estados Unidos.
Las cenizas de Henry Vestine están enterradas en el cementerio de Oak Hill, en las afueras de Eugene, Oregón. Se ha creado un fondo conmemorativo en su nombre. El fondo se utilizará para el mantenimiento de su lugar de descanso en el cementerio de Oak Hill y, cuando sea posible, para el traslado de algunas de sus cenizas al Cráter Vestine en la Luna.